# T-84
Le T-84, aussi connu sous le nom Oplot, est un char de combat ukrainien, basé sur le T-80UD soviétique développé par KMDB et produit par l’usine Malichev.
Produit pour la première fois en 1994, il est entré en service en 1999 dans l'armée ukrainienne.

## Histoire et développement

### Héritier du T-80UD
Lors de son indépendance, l’Ukraine dispose de deux fleurons issus de l’écosystème soviétique des chars de combat : l’usine Malichev et le bureau d’étude KMDB, donnant à l’Ukraine une capacité de production théorique de 800 chars par an. En 1993, l’Ukraine reçoit une sollicitation du Pakistan pour l’export de chars T-80UD et une étude est lancée pour incorporer des modifications nécessaires à l’usage de ses chars au Pakistan. Deux chars participent à des essais sur place. Cela commence en août 1996 avec la signature d’une commande de 320 T-80UD pour une livraison complète avant la fin de l’année 1997. Près de 60 % des composants (canon 2A46M et tourelle notamment) devant être importés de Russie qui, de plus fait valoir que l’Ukraine n’a pas licence d’exportation pour ce char. En résulte des retards de livraison jusqu'au début de 2002. Ces difficultés poussent l’Ukraine à chercher l’indépendance vis-à-vis de l’industrie russe.
KMDB avait déjà étudié la conception d’une nouvelle tourelle pour le T-80U entre 1984 et 1986. L’étude portait sur une tourelle en acier mécanosoudé moins chère à produire et dont la protection était plus élevée. Cette étude donne naissance à une nouvelle tourelle qui va équiper une partie des T-80U destinée au Pakistan et va servir de base au programme Kern visant à se passer de composants russes pour produire un char basé sur le T-80UD. Les composants concernés sont la tourelle, le canon, les briques de blindage réactif, le système de contrôle de tir et les optiques,.

### La naissance du T-84
Par la résolution no 181-3 du 12 mars 1993, le Cabinet des ministres de l'Ukraine a décidé de créer un char T-84 modernisé (code DKR « Kern »), basé sur le T-80UD, mais produit en Ukraine. Mykhailo Borysyuk, concepteur en chef de KMDB, était responsable du développement du T-84.
Ce programme donne naissance, en 1994, au T-84 (Object 478DU2) équipé d’une nouvelle tourelle mécanosoudée et d’un moteur diésel 6TD-2 et qui est présenté en avril 1995 à l’IDEX,.
Le T-84 est un « descendant direct » du T-80UD. Les codes de projet (reprenant la nomenclature soviétique) en témoignent. Les deux prototypes de T-80UD fabriqués en Ukraine à destination du Pakistan avaient les codes Object 478DU et 478DU1. Le premier prototype du T-84 avait quant à lui le code 478DU2. Le prototype du T-80UD avait quant à lui le code Object 478D.
Le développement de nouvelles solutions pour le T-84 s'est déroulé parallèlement au développement du T-80UD destiné au Pakistan. Les T-80UD fabriqués pour le Pakistan en 1997-1999 contenaient déjà les développements du T-84, y compris une nouvelle tourelle et le canon KBA-3,,.

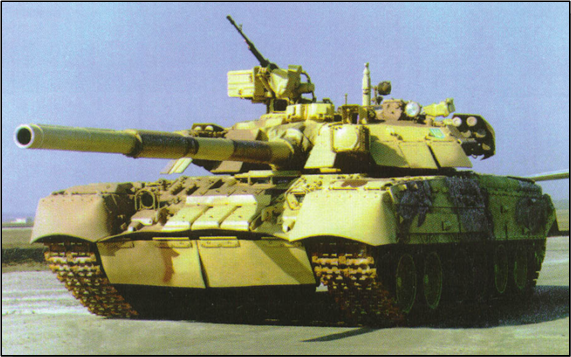
L'un des prototypes du T-84.

Les plans initiaux mis en œuvre sur l’Object 478D prévoyaient de conserver la configuration du châssis du T-80UD, mais le train de roulement du T-64. Si ces plans permettaient d’alléger la caisse d’environ deux tonnes, ces plans ont été abandonnés en raison de complications techniques et de problèmes lors des essais. Le 6TD-2 avait des problèmes de surchauffe, qui ont été progressivement corrigés, mais le prometteur 6TD-3, d’une puissance de 1500 ch, a été abandonné, car il était difficile de refroidir un moteur aussi puissant.
En 1997, le KMDB a commencé à travailler sur la création d'une unité de puissance auxiliaire EA-8 pour alimenter le char en électricité lorsque le moteur principal est éteint.

### Le T-84 Oplot

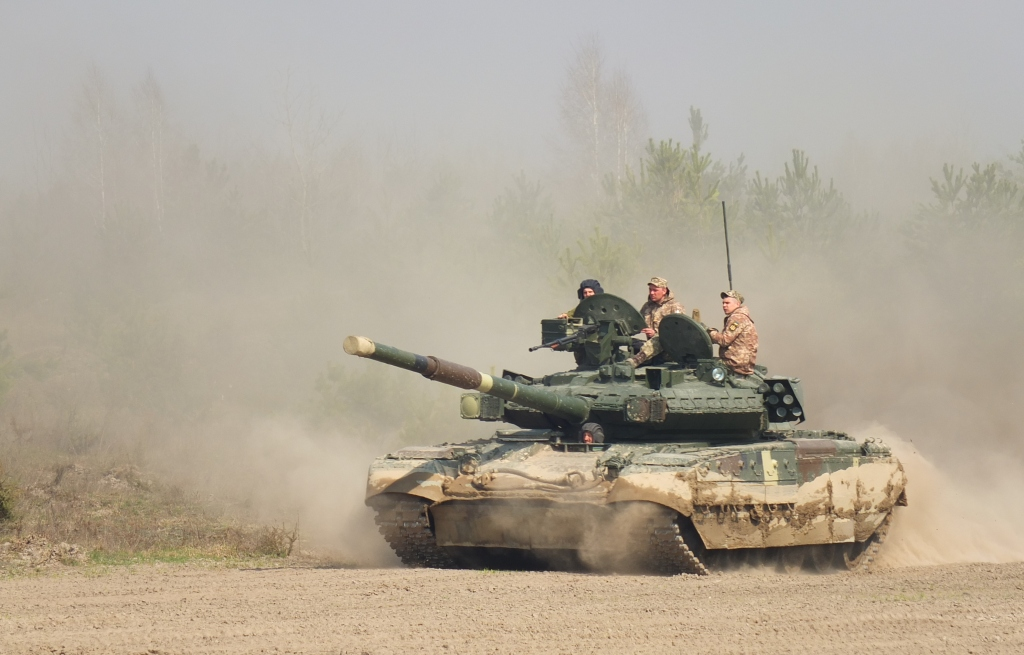
Entraînement de tankistes Ukrainiens avant le Strong Europe Tank Challenge 2018.

Le travail effectué par l’Ukraine sur les prototypes a abouti à la création d'une version modernisée avec le remplacement des composants russes par des composants ukrainiens et l'introduction de nouveaux systèmes. Il a été présenté à l'IDEX-1999 aux Emirats Arabes Unis (où il était le seul char à faire une démonstration dynamique) et à l'appel d'offres grec au début de 1999, qui a permis au char de recevoir les modifications finales, qui seront présentées l'IDEX-2001,.
Le programme d’essais s’est achevé en 1999. Par la résolution no 237-5 du 8 février 2000, le T-84U a été adopté par les Forces armées ukrainiennes sous le nom d’Oplot BM, à ne pas confondre avec l’Oplot BM de 2009, et également connu sous le nom d’Oplot-M,.

### Le T-84-120 Yatagan
Pour l'exportation vers la Turquie, une version expérimentale du T-84 a été créée avec un canon de 120 mm et un chargeur automatique dans la nuque de la tourelle. Ce char a reçu la désignation T-84-120 ou « Yatagan ». En 2000, le char a été testé, mais le programme d'acquisition a été gelé en raison d'un manque de financement en Turquie. Le canon de 120 mm est le KBM-2 de 50 calibres, conçu par KMDB dans le cadre l'étude de modernisation T-72-120,.
Le Yatagan était également équipé de matériel de communication de la société française Thomson, d'une mitrailleuse coaxiale de calibre 7.62 FN Browning group, d'un mitrailleuse de calibre 12.7 pour le chef de char, d'une transmission automatique, d'un moteur diesel 6TD-2 de 1200 ch et du systême de conduite de tir du T-84 Oplot.
Le « Yatagan » mène une campagne d’essais de plusieurs mois en Turquie à partir du mois de juin 2000. Malgré des essais satisfaisants, la Turquie fait le choix du char allemand Leopard 2.
Le char est présenté au public lors du défilé militaire pour le jour de l'indépendance de l'Ukraine le 24 août 2018,.

### Le T-84 Oplot-M
L’Oplot-M est le représentant le plus moderne de la famille T-84. En 2008, le char a passé les tests avec succès et, en 2009, il est entré en service dans les forces armées ukrainiennes sous le nom d’Oplot BM. Il est équipé de briques de blindage réactif Nizh-2, un viseur panoramique PNK-6, d’une nouvelle tourelle dont la partie supérieure est retravaillée pour améliorer la résistance mécanique, de nouveaux aciers, d’un agencement des structures et blindage retravaillé, d’une nouvelle conduite de tire, d’un stabilisateur 2E42M.

### Dénomination
Le nom « T-84 » date de la période et perpétue la tradition des noms de chars issue de l’usine Malichev de Kharkiv : T-34, T-44, T-54, T-64, T-74, T-84. Il était initialement prévu que le T-80UD soit baptisé T-84, mais la haute direction du parti a décidé de ne pas créer un nouveau nom pour cette nouvelle version du T-80,.
Il n’y a pas de distinction claire entre le T-80UD et les prototypes T-84, mais le nom « T-84 » a commencé à être appliqué aux prototypes au début des années 1990, et en 1995 il est présenté sous ce nom à l’IDEX -1995,.
Il y a une confusion concernant le nom du char de série. Sa désignation Objet 478DU9, qui a été adoptée en 2000 sous le nom de BM Oplot à ne pas confondre avec le BM Oplot du modèle 2009 généralement identifié sous le nom Oplot-M. Dans le manuel d’utilisation de 1998, le char est appelé BM « Oplot », et dans le manuel de 2000 il est appelé T-84. Le char a d’abord été appelé T-84 sur le site Web de KMDB, mais plus tard le nom a été changé en BM Oplot. Par conséquent, le chercheur Andriy Tarasenko pense qu’il est correct d’appeler Objet 478DU9 T-84 ou BM Oplot.
Dans d’autres sources, le 478DU9 apparaît sous différents noms. Lors de l’exposition IDEX-1999, le char a été présenté sous le nom de T-84M, également utilisé par certains chercheurs. Les noms T-84U, simplement Oplot, ou des combinaisons comme T-84 Oplot ou T-84U Oplot sont également régulièrement utilisées,,,,,.

## Caractéristiques techniques du T-84

### Architecture générale

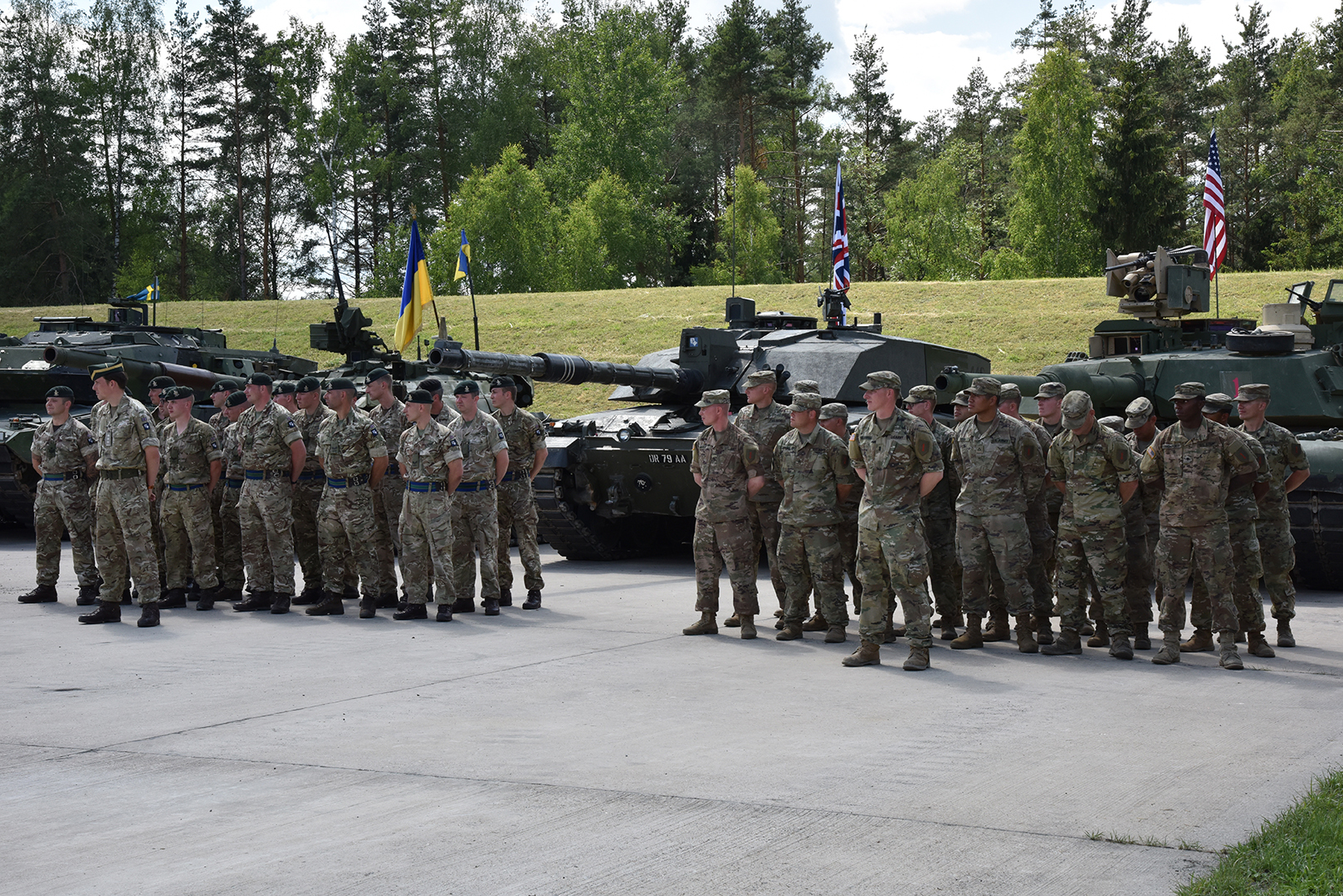
derrière les soldats, de gauche à droite : Strv 122, T-84, Challenger 2, M1 Abrams.

L’architecture du T-84, reprend celle du T-80UD. Le blindé affiche donc un profil bas et compact ainsi qu’une masse assez réduite, notamment en comparaison des chars occidentaux.
Les différentes variantes du T-84 utilisent la même caisse et affiche les mêmes dimensions. Les chiffres communiqués sont ceux du T-84 Oplot / BM Oplot (Object 478DU9) de l’armée Ukrainienne. La caisse mesure 7.705m de long, 3.775m de large. Avec la jupe latérale blindée la largeur de caisse passe à 4.176m. En incluant la tourelle, le véhicule mesure 2.76m de haut pour 9.664 m de long et une masse de 48 tonnes,.
L’équipage se compose de trois hommes. Le pilote accède à son poste par une trappe à ouverture latérale à l’avant de la caisse et il dispose de trois épiscopes pour la conduite. Le chef de char et le tireur sont installés dans un compartiment de combat auquel ils accèdent par une trappe positionnée sur le toit de la tourelle. Le chef de char et le tireur prennent place de part et d’autre de la culasse du canon. Le chef à droite et le tireur à gauche,,.
Le char est conçu pour fonctionner à des températures comprises entre -40°C et +55°C.

### Motorisation et mobilité

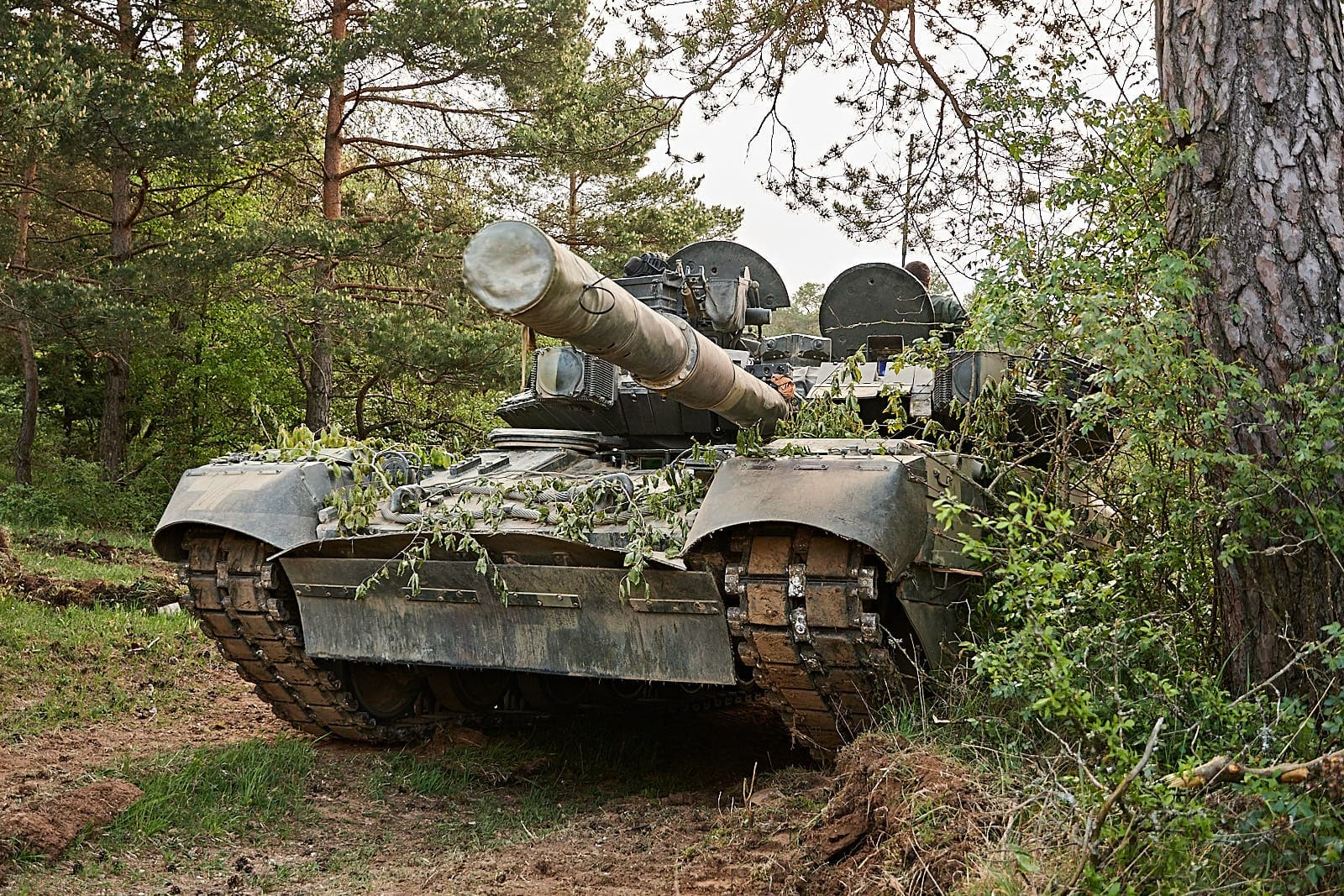
Vue rapprochée.

Le train de roulement est constitué de dix galets doubles de roulement de chaque côté de la caisse, un guide placé à l’avant et barbotin placé à l’arrière de la caisse. Les galets ont un diamètre de 670 mm et sont recouverts de caoutchouc. En plus des galets principaux, le train de roulement compte cinq galets secondaires de 22 mm de diamètre de chaque côté de la caisse. La suspension est constituée de barres de torsion complétées par six amortisseurs hydrauliques. Ces derniers sont implantés au niveau des premier, deuxième et sixième galets de chaque côté de la caisse,. Le T-84 peut être équipé de deux types de chenilles. Des chenilles de 580 mm destinées aux parcours asphaltés. Des chenilles de 600 mm pour le roulement en tout-terrain. Ces chenilles peuvent recevoir des inserts en polymères.

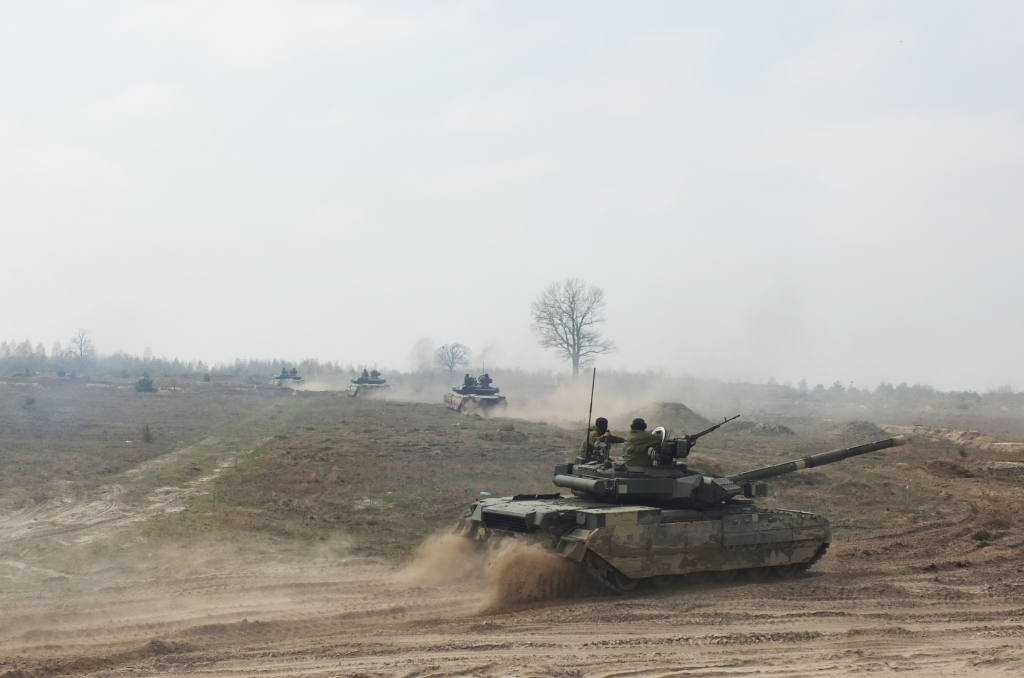
Troisième édition du SETC (Strong Europe Tank Challenge qui se tient du 3 juin au 8 juin 2018)

Le groupe motopropulseur (GMP) est positionné à l’arrière de la caisse et se compose d’un moteur diesel turbocompressé et d’une boite mécanique. Le moteur diesel est 6TD-2 six cylindres en position opposée et refroidissement liquide. Le 6TD-2 a une cylindrée de 16,3 l, développant 1200 chevaux à 2600 tours par minute et un couple de 3135 Nm. Le moteur est installé en position couchée transversale. Il pèse 1180 kg, mesure 1602 mm de long, 955 mm de large et 581 mm de haut, ce qui en en fait un moteur très compact. La boite mécanique dispose d’une transmission automatique et utilise un réducteur planétaire. La boite mécanique dispose de sept vitesses avant et sept vitesses arrière, permettant une bonne mobilité en marche arrière contrairement au T-80,. Le moteur est équipé d'un préchauffage pour le démarrage par temps froid et d'un certain nombre de systèmes automatiques de contrôle du mouvement,.
Grâce à son GMP et son train de roulement, le T-84 peut atteindre une vitesse de 72 km/h (32 km/h en marche arrière) sur route et 45 km/h en tout-terrain,,. Le char peut franchir une pente de 32° et un dévers de 25°. De même, le char peut traverser à gué une profondeur de 1,8 m sans préparation et une profondeur d'eau de 5 m à l'aide d'un équipement spécialisé.
Contrairement au moteur 6TD du T-80UD, le 6TD-2 du T-84 est polycarburant et peut fonctionner avec du diesel, du pétrole, du kérosène ou un mélange des trois,.
Le T-84 dispose d’une autonomie de 400 km grâce à ses réservoirs internes cumulant 1140 litres. L'autonomie peut être augmentée grâce à l'installation de deux réservoirs supplémentaires de 200 litres positionnés à l’arrière de la caisse, reliés au système général, ce qui porte la capacité totale à 1640 litres,,.
La configuration de la caisse et du GMP permet théoriquement l’installation du moteur 6TD-3 équipant la famille des chars T-72.

### Protection
La protection passive est assurée par un blindage qui combine acier à haute résistance, blindage composite et blindage réactif,. La conception vise à limiter les points faibles avec l’usage de pièce d’angle en acier moulé, une toiture de tourelle d’une seule pièce et de jupes blindées protégeant le train de roulement.

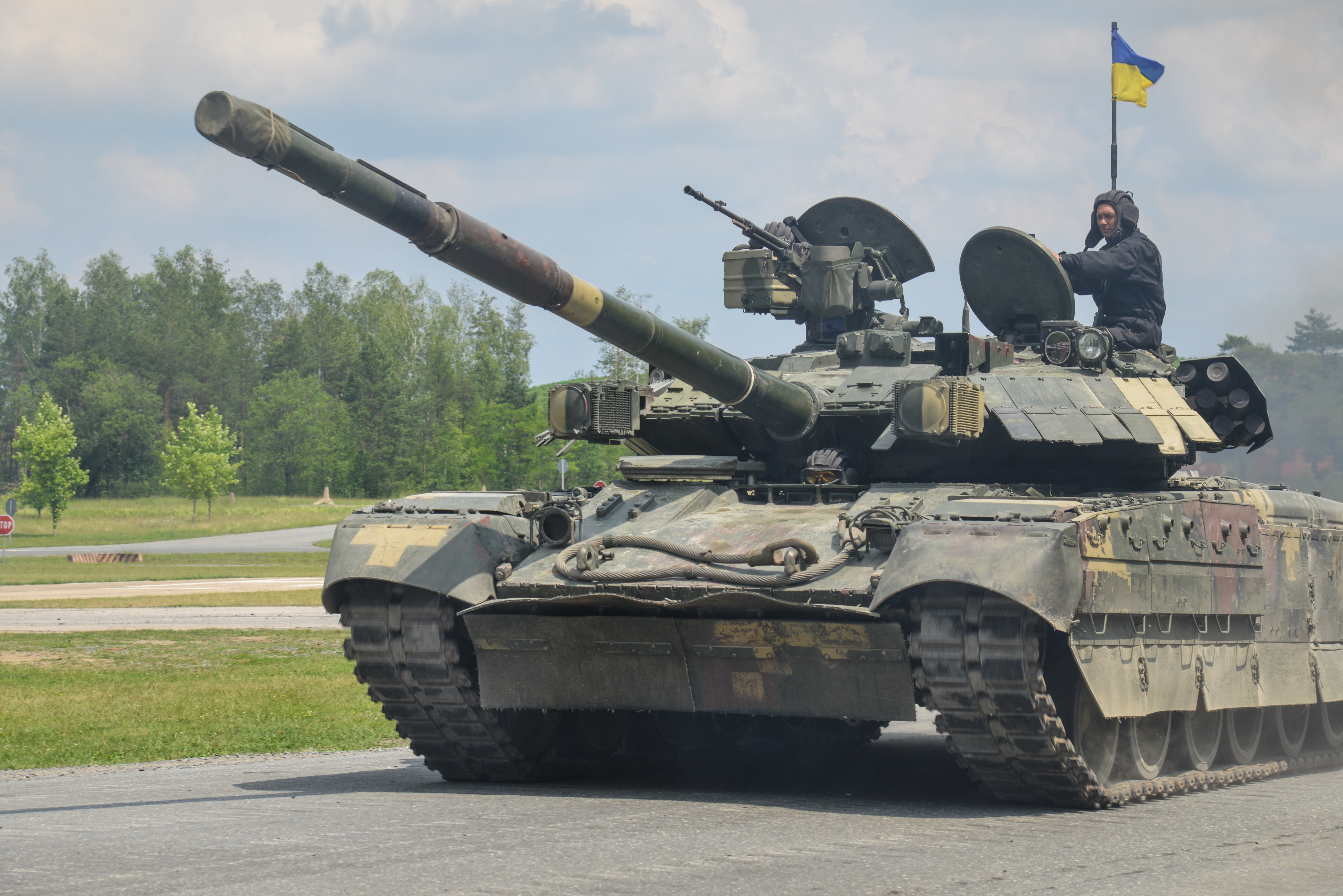
Vue détaillée de la tourelle.

Contrairement aux tourelles moulées soviétiques, les tourelles ukrainiennes sont mécanosoudées et laminées, ce qui permet aux nouvelles tourelles d’être plus solides et plus légères. La structure de la tourelle est composée d’aciers à haute résistance SK-2Sh et SK-3Sh assemblés selon les mêmes procédés que la caisse. Comme sur les chars soviétiques les plus récents (T-80U, T-80UD),la tourelle reçoit de la même manière des briques de blindage réactif et des résines polymères,. En outre, la protection de la tourelle est modulaire puisqu’elle est équipée de deux panneaux de blindage frontaux amovibles qui peuvent être remplacés lorsqu'ils sont endommagés.
Les polymères ajoutés dans le blindage de la caisse et de la tourelle ont, autres, pour rôle de renforcer la protection contre les radiations. Ce polymère contient de l’hydrogène auquel ont été ajoutés du lithium, du bore et du plomb.
Le char Oplot peut résister à une explosion de 10 kg de trinitrotoluène (TNT) sous le train de roulement et de 4 kg de TNT sous le poste du conducteur.
Le T-84 Oplot abandonne les blindages réactifs Kontakt-1 et Kontakt-5 du T80-UD en faveur d’un blindage réactif de facture ukrainienne, le Nizh Duplet, visant à contrer les charges creuses en tandem des missiles antichars. Le Nizh Duplet est une brique composée de charges linéaires explosives développée par Mikrotek,.
La protection active se compose de moyen de brouillage et de dissimulation du système Varta de conception ukrainienne, mais semblable au Shtora-1 soviétique et à l’EIREL français. Le système se compose de deux illuminateurs infrarouges disposés à droite et gauche du canon sur la face de la tourelle, et des détecteurs l’alerte laser qui déclenchent des fumigènes destinés à masquer le char sur le plan visuel et thermique via le système Tucha,. Le T-84 et le T-84 M disposent de douze fumigènes. Une bâche de camouflage « Contrast » («Контраст») a été développée pour le char. Elle dissipe et absorbe les radiations infrarouges et radio, réduisant ainsi de manière significative la détection du char.

### Armement et système de contrôle de tir

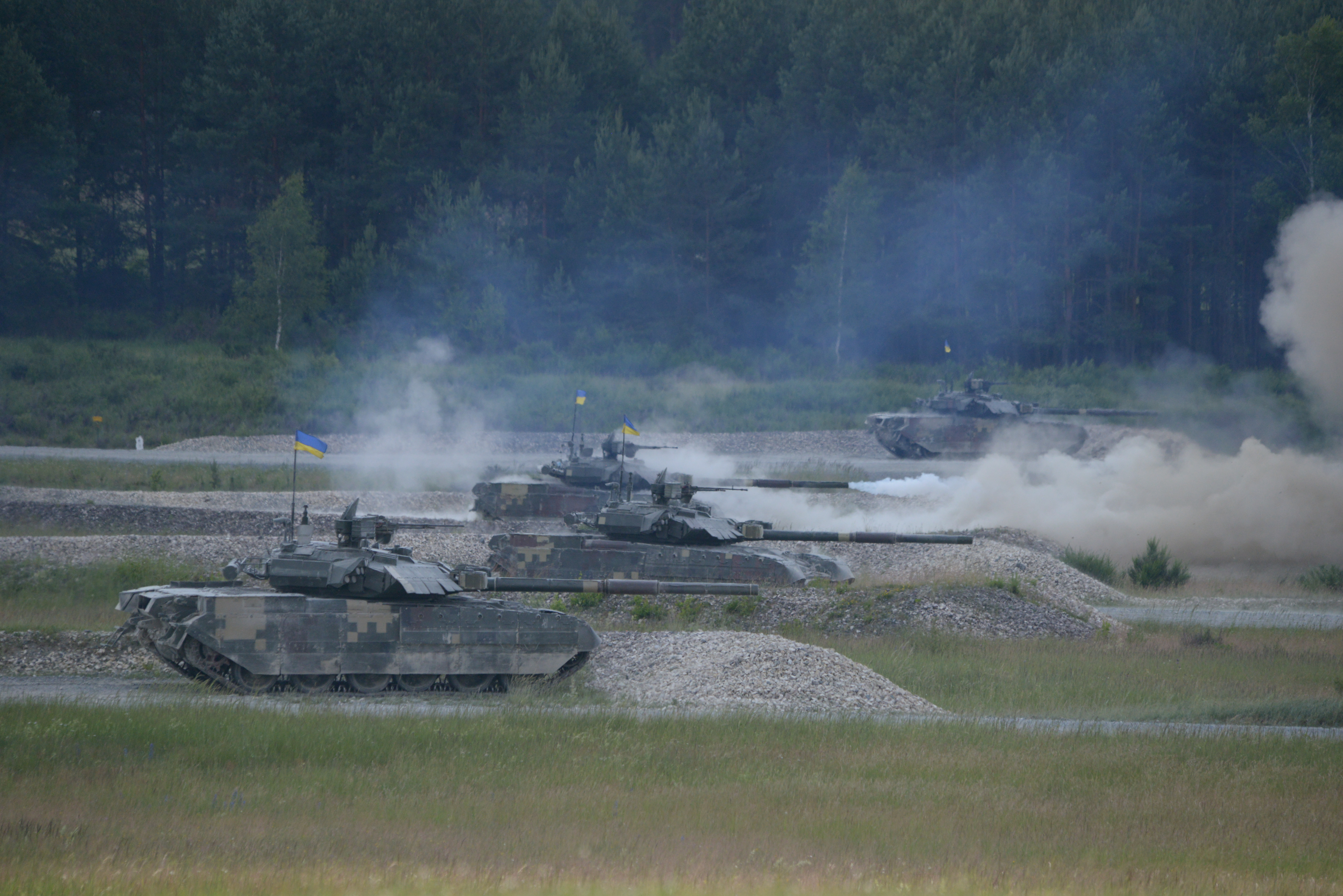
Quatre T-84 sur la ligne de feu

L’armement principal du T-84 est le canon à âme lisse KBA-3 de 125 mm et long de 48 calibres. Sa stabilisation est assurée par un stabilisateur 2E42M. L’ensemble canon et culasse mesure 6.678 m. Le canon est alimenté par un système de chargement automatique 6Ets-43 installé dans le fond du panier de la tourelle. Le canon est compatible avec toutes les munitions de 125 mm et missiles antichars d’origine soviétique. Pour ce qui est des munitions de 125 mm, le char T-84 emporte 46 obus, dont 28, dans le carrousel du chargeur. Les obus et gargousses sont stockés séparément. Les munitions comprennent des munitions à fragmentation hautement explosives (HE-FRAG), des obus flèches (APFSDS), des pénétrateurs à énergie cinétique et des munitions antichars hautement explosives (HEAT). Le canon peut aussi tirer le missile antichar Kombat (uk), développé par le bureau d’études « Luch » de Kiev. Le missile possède une ogive tandem et le guidage est fait par télémétrie laser. Le viseur de jour 1G46M est stabilisé dans les plans vertical et horizontal, possède un télémètre laser intégré (distance de mesure jusqu'à 10 km) et un canal de contrôle des missiles antichars,.
Le pointage en site du canon est électrohydraulique alors que le pointage en gisement est électromagnétique. La vitesse de rotation de la tourelle peut atteindre 40° par seconde. La conduite de tir 1A43U reprend le concept de l’1A45 soviétique du T-80UD et utilise un accéléromètre, une optique jour 1G46M Promin et une optique nocturne TO1-KO1ER pour le tireur, un calculateur balistique LIO-B,. Le viseur du tireur autorise des grossissements compris entre x2,7 et x12.
Le canon principal est couplé à une mitrailleuse coaxiale KT-7 de calibre 7,62 mm d’origine soviétique dotée de 1250 balles. En toiture de tourelle, un support rotatif accueille une mitrailleuse KT-12.7 de calibre 12,7 mm dotée de 450 munitions et destinée à la lutte antiaérienne,. La mitrailleuse KT-12.7 est directement contrôlée par le chef de char depuis le compartiment de combat via un système de visée PZU-7 et système de contrôle déporté 1ETs29M,.

### Autres équipements
Selon les versions du char, le conducteur dispose d’équipements de vision nocturne des séries TVN (TVN-1B, TVN-2, TVN-2B, TVN-2T, TVN-5), TVNE (TVNE-1PA, TVNE-5B) ou TVNO (TVNO-2, TVNO-2B, TVNO-2BM). Une caméra de recul a été installée sur les T-84 Oplot M à partir de 2018,.
Le chef de char peut prendre le contrôle du canon et de la mitrailleuse coaxiale et tirer indépendamment. Le système de vision panoramique jour/nuit chef de char du PNK-5 (PNK-6 (en) sur le T-84 Oplot M), installé sur le toit de la tourelle, comprend un viseur jour-nuit TKN-5 et un transmetteur de position du canon. Le TKN-5 est stabilisé dans les plans vertical et horizontal, équipé d'un télémètre laser, d'un dispositif de saisie des corrections latérales et dispose de trois canaux : jour simple (grossissement 1× et 7,6×) et nuit (grossissement 5,8×). Grâce à ce dispositif, le commandant dispose de meilleures possibilités de détection et de destruction indépendantes des cibles que dans le T-80U/UD et le T-90.
Le char est équipé d'un système de navigation par satellite 1KRNA (selon d'autres données, СН-3700), qui peut utiliser le GPS ou le GLONASS, assurant la localiser le char avec une précision de 20 mètres. Le système radio R-173-50K a une portée de communication allant jusqu'à 50 km. Un système de radio numérique sécurisée a été installé lors de la mise à niveau au standard Oplot-M en 2018.
Le char est équipé d'un groupe auxiliaire de puissance EA-8A d'une capacité de 8 kW. Ce GAP pèse environ 300 kg et est logé dans un caisson à l'arrière du train de roulement droit. Cette installation est nécessaire pour alimenter les systèmes du T-84 lorsque le moteur principal est éteint, et peut également être utilisé pour démarrer le véhicule. L'autonomie continue du GAP est de 24 heures, la consommation de carburant est de 3,6 kg/h. La base de l'unité est un moteur diesel à deux cylindres à quatre temps 2Ch avec une disposition horizontale des cylindres et un refroidissement liquide.
Le char dispose d’un système de protection NRBC, d’un système automatique de lutte contre l’incendie, d’un montage d'une lame de bréchage KMT-6 ou un rouleau démineur KMT-7. Le char est également équipé d’un dispositif de reconnaissance radiochimique PRKR-M1.

## Compétitions internationales et histoire opérationnelle

### Participation à l’appel d’offres grec en 1998
Le T-84 a perdu un appel d’offres en Grèce en 1998, en concurrence avec le M1A2 Abrams américain, le Challenger 2E britannique, le Leopard 2A5 allemand, le T-80U russe et le Leclerc français. Le char a souffert d’un certain nombre de dysfonctionnements importants et a obtenu le résultat le plus faible, perdant face au Leopard,,.
| Véhicule                 | Pays        | Points |
| ------------------------ | ----------- | ------ |
| Leopard 2A5 « Improved » | Allemagne   | 78.3   |
| M1A2 Abrams              | États-Unis  | 72.95  |
| Leclerc                  | France      | 71.82  |
| Challenger 2E            | Royaume-Uni | 70     |
| T-80U                    | Russie      | 59.2   |
| T-84                     | Ukraine     | 56.3   |

### Participation au Strong Europe Tank Challenge 2018
Les chars T-84 et leurs équipages se sont révélés médiocres lors de troisième édition du Strong Europe Tank Challenge qui se tient du 3 juin au 8 juin 2018. Les raisons complexes sont liées à la fois à des problèmes techniques après modernisation (stabilisateur d’arme) et à l’expérience insuffisante de l’utilisation du T-84 par les équipages,,.
| Place | Pays        | Unité                                                          | Modèle       | Points |
| ----- | ----------- | -------------------------------------------------------------- | ------------ | ------ |
| 1     | Allemagne   | 3. Kompanie, Panzerbataillon 393                               | Leopard 2A6  | 1450   |
| 2     | Suède       | Wartofta Tank Company, régiment Skaraborg                      | Strv 122     | 1411   |
| 3     | Autriche    | KPE/PzB14                                                      | Leopard 2A4  | 1321   |
| 4     | France      | 1er régiment de chasseurs                                      | Leclerc      | 1186   |
| 5     | Pologne     | 34th Armoured Cavalry Brigade                                  | Leopard 2A5  | 1151   |
| 6     | Royaume-Uni | Queen's Royal Hussars (en)                                     | Challenger 2 | 1140   |
| 7     | États-Unis  | 2-70th Armor Regiment (en), 2nd Brigade, 1st Infantry Division | M1A2 SEP v2  | 1110   |
| 8     | Ukraine     | 14e brigade mécanisée (Ukraine)                                | T-84 Oplot   | 950    |

### T-84 ukrainiens
Le premier prototype du T-84 est apparu en 1994 et, la même année, il a été décidé de construire plusieurs autres véhicules. Ils ont été soumis à des essais exhaustifs par le constructeur et par l'armée. Après avoir terminé avec succès le vaste programme d'essais à la fin des années 1990, le T-84 est entré en service dans l'armée ukrainienne en 1999.

#### Guerre russo-ukrainienne
En mai 2022, la participation du T-84U aux hostilités lors de l'invasion russe de l'Ukraine a été révélée,. On sait qu'un tel char a été utilisé par la 3e brigade de chars à Barvinkove dans la région de Kharkiv et à Sloviansk la région de Donetsk,. En février 2023, une vidéo d'un drone kamikaze Lancet percutant un char est apparue, mais l'étendue des dégâts est inconnue. Les chars T-84 auraient été déployés au sein de la 14e brigade mécanisée dans le Donbas.

### T-84 Oplot-T thaïlandais
En mars 2011, l’armée royale thaïlandaise a passé commande de 49 chars Oplot-T pour remplacer sa flotte de chars légers M41A3 Walker Bulldog vieillissants. En septembre 2011, l’usine Malichev a annoncé son intention de produire le premier lot de cinq chars Oplot-T pour l’armée thaïlandaise d’ici la fin de l’année. Dans le cadre de ce contrat, l’entreprise ukrainienne fabriquera 49 chars d’une valeur de plus de 200 millions de dollars américains.
Le gouvernement a approuvé l'achat des 49 premiers chars Oplot pour 7 155 milliards de bahts. Les chars seront affectés à plusieurs unités : le 2e bataillon de cavalerie (Garde royale à Fort Chakrabongse, Prachinburi), le 4e bataillon de cavalerie (Garde royale à Kiakkai, Bangkok), le 8e bataillon de cavalerie (Fort Suranari, Nakhon Ratchasima), et le 9e bataillon de cavalerie (Fort Ekathotsarot, Phitsanuloke),.
En avril 2017, il a été signalé qu’à la suite des retards dans les livraisons des T-84 Oplot-T, l’armée royale thaïlandaise allait refuser le reste de la transaction et acquérir le char de combat chinois VT-4 au lieu du char ukrainien,.
Un communiqué de presse du 26 mars 2018 d'Ukroboronprom a indiqué que le contrat de 2011 portant sur la fourniture de chars Oplot-T à la Thaïlande s'était achevé avec succès et que le dernier lot de chars avait passé les contrôles clients et serait livrés dans un avenir proche.

## Variantes

### Prototype
Compte tenu de l'absence de distinction claire entre le T-80UD et le T-84 et des divergences d'opinion dans les sources, voici les véhicules qui sont souvent considérés comme des prototypes du T-84.

#### T-80UD (Object 478B)
Voir T-80UD.

#### Object 478A
Version simplifiée de l'Object 478B.

#### T-80UD (Object 478BE)
T-80UD pour l'exportation vers le Pakistan,.

#### T-80UD (Object 478BE-1)
Variante du 478BE avec une tourelle mécano-soudée,.

#### T-80UD (Object 478BEM)
Plus proche des variantes du T-84, désigné sous le nom de T-80UD. Fabriqué pour être exporté aux États-Unis à des fins d'essais en 2004. Comprend un groupe auxiliaire de puissance (GAP), mais pas système de protection active Shtora-1,.

#### T-80UD (Object 478BEM-1)
Inclus le système de protection active Drozd-1. Trois exemplaires fabriqués,.

#### T-80UD (Object 478BEM-2)
Climatisation incluse. Un exemplaire fabriqué,.

#### T-80UD Object 478M
Améliorations comprenaient le système de contrôle des tirs Sistema, le système de protection active Shtora-1 et un prototype de moteur diesel 6DT-4 de 1500 ch.

#### T-80UD Object 478D
Le prototype est équipé du système de protection active Shtora-1, du viseur nocturne passif TPN-4 Buran-E et du système de détonation à distance Ainet pour les projectiles hautement explosifs. Le moteur est un 6TD-2 de 1200 chevaux, le châssis est partiellement emprunté au T-64,,.

#### T-84 Object 478DU
Prototype avec un moteur 6TD-1 de 1 000 chevaux et un châssis T-64. Ce char de 1993 a été utilisé pour des démonstrations au Pakistan.

#### T-84 Object 478DU1
Prototype avec un moteur 6TD-1 de 1 000 chevaux et un châssis T-80. Ce char de 1993 a été utilisé pour des démonstrations au Pakistan,,.

#### T-84 Object 478DU2
Prototype avec une tourelle mécano-soudée à blindage homogène laminé, un moteur 6TD-2 de 1200 chevaux et équipé du système de protection active Shtora-1,,,.

#### T-84 Object 478DU3
Nom réservé pour un prototype qui n'a jamais été assemblé.

#### T-84 Object 478DU4
Prototype avec un boite mécanique améliorée avec sept vitesses avant et trois vitesses arrière.La vitesse est ainsi passée de 60 à 73 km/h en marche avant, puis à 32 km/h en marche arrière,,,.

#### T-84 Object 478DU5
Prototype équipé d'un climatiseur de 4 kW placé dans un caisson sur la partie arrière de la tour, une partie des munitions y a également été déplacée. Ce modèle a également testé une transmission automatique, un système de commande avec un volant au lieu des leviers de commande traditionnels, et un démarrage automatique du moteur avec des indicateurs numériques des performances du moteur,.

#### T-84 Object 478DU6
Nom réservé pour un prototype qui n'a jamais été assemblé.

#### T-84 Object 478DU7
Prototype pour l'appel d'offre malaisien.

#### T-84 Object 478DU8
Fabriqué pour des essais en Malaisie. La largeur des chenilles a été portée à 600 mm,.

#### T-84 Object 478DU10
Proposition d'une variante plus avancée du BM Oplot (Objet 478DU9-1).

### Versions du T-84

#### T-84 Oplot / T-84U / BM Oplot(Object 478DU9)
T-84 Oplot peut être considéré comme la première version de production du T-84. Il intègre une tourelle redessinée et toujours en acier mécano-soudé. Les munitions sont maintenant séparées de l'équipage par des panneaux d'expansion. Un nouveau chargeur automatique monté sur le buste,. La protection active est assurée par la suite électro-optique Varta (semblable au Shtora-1) qui consiste en deux illuminateurs infrarouges couplés à des détecteurs d'alerte lasers et douze lanceurs de fumigènes. Le blindage réactif Kontakt-1 puis Kontakt-5 du T-80UD est remplacé par le Duplet.
Le BM Oplot, ou Oplot-M, est un char de combat ukrainien, basé sur le T-84,.
Le BM Oplot, conçu et produit dans les années 2000, est entré en service en 2009 dans l'armée ukrainienne,.

#### T-84 Oplot-M / BM Oplot-M (Object 478DU9-1)
La désignation M indique une modernisation directement basée sur le T84 Oplot. Cette modernisation inclut une amélioration des contremesures (système de protection actif soft-kill), les nouvelles briques de blindage réactif explosif (ERA) Nozh, des modifications de la partie supérieure de la tourelle afin d'accroitre sa résistance mécanique, de nouveaux aciers et une nouvelle disposition du blindage, une stabilisation de canon 2E42M, un viseur jour/nuit stabilisé PNK-6 pour le chef de char, un viseur 1G46M couplé à un imageur thermique PTN2.

#### BM Oplot-T(Object 478DU9-T)
Le BM Oplot-T est une version d'exportation pour la Thaïlande. Elle présente quelques modifications mineures pour répondre aux exigences locales, telles qu'une radio et un climatiseur différents. La Thaïlande a commandé 49 de ces chars. À l'origine, il était prévu que tous les chars soient livrés en 2014. Cependant, en raison du conflit militaire en cours en Ukraine, la livraison a été reportée et s'est achevée en 2018.

#### T-84-120 Yatagan(Object 478N)
Le Yatagan (parfois orthographié Jatagan) est une version du T-84 conçue pour tirer les munitions de calibre 120 mm au standard OTAN en vue d'exportation, notamment vers la Turquie. Le char reçoit un canon KBM-2, une mitrailleuse coaxiale KT-12.7 et une mitrailleuse KT-7.62, toutes conçues par KMDB. Le canon est alimenté par un nouveau chargeur automatique positionné dans la nuque de la tourelle, dont la conception est à nouveau modifiée. En plus de tirer des munitions de 120 mm le canon KBM-2 devait être en mesure de tirer le missile antichar 9M119.

#### T-84-120 Yatagan(Object 478N1)
Désignation prévue pour la version de production en série du T-84-120 Yatagan.

### Véhicules dérivés du T-84

#### BREM-84 Atlet(Object 478BP)
Char de dépannage basé sur le châssis T-84 Oplot. L'Atlet a été développé par le Kharkiv Morozov Design Bureau (KMDB). Ce véhicule est conçu pour réparer et récupérer les véhicules de combat d'infanterie (VCI) et les équipements de combat endommagés sur le champ de bataille. Il est également utilisé pour remorquer les véhicules endommagés vers les dépôts de maintenance. Le premier prototype a été construit en 1997 et le véhicule a été accepté pour le service de l'armée ukrainienne en novembre 2008. La production en série du véhicule a commencé en avril 2018 pour répondre aux besoins des Forces armées ukrainiennes. Le véhicule est par ailleurs proposé à l'exportation. Le véhicule a une longueur de 8,9 m, une largeur de 3,5 m et une hauteur de 2,74 m. Sa masse de combat et sa capacité de charge utile sont respectivement de 46 tonnes et de 1,5 tonne. Le véhicule est armé d'une mitrailleuse de calibres 7,62 mm ou de 12,7 mm, installée sur une station d'armes télécommandée montée sur le toit. Le BREM-84 est équipé d'un moteur diesel turbocompressé 6TD de 1 000 ch ou 6TD-2 de 1 200 ch et peut atteindre une vitesse maximale de 70 km/h sur route et jusqu'à 40 km/h en tout-terrain. Il peut franchir des obstacles d'eau de 1,8 m sans préparation et peut passer à gué jusqu'à une profondeur de 5 m avec préparation. En outre, il peut enjamber des tranchées de 2,8 m. Son autonomie maximale sur route est de 450 km, tandis que son autonomie hors route est de 360 km. Le véhicule est servi par un équipage de trois hommes et équipé d'une grue hydraulique, d'une pelle de bulldozer, d'un treuil, de câbles de remorquage, d'un système de protection NBC et d'équipement de vision nocturne.

#### BREM-T
Char de dépannage basé sur le châssis T-84 Oplot-T.

#### BMU-84[76]
Véhicule blindé pontonnier.

### Études dérivées du T-84

#### BTMP-84
Prototype de blindé lourd de combat d’infanterie développé au début des années 2000. Il s’agit d’un T84U dont l’arrière de la caisse est modifié par l’installation d’un compartiment de transport fortement blindé pouvant accueillir cinq soldats embarquant et débarquant via une trappe arrière. L’allongement de la caisse entraine une modification du train de roulement qui passe de six à sept galets. L’armement et la motorisation sont inchangés.

#### T-84 «T-21»
À partir de 1992, une délégation de GIAT Industries tente de poser les bases d’une coopération industrielle avec les équipes de KMDB. Le projet initial de créer un T-80 aux normes OTAN sur les bases des véhicules partiellement assemblés dans l’usine de Malichev s’avère trop compliqué. GIAT dessine une tourelle, baptisée T21, autour du canon 120F1 et du système de chargement automatique conçus pour le char Leclerc. Par manque de financement, l’idée ne dépassera pas le stade de la maquette et de la planche à dessin.

## Pays utilisateurs

### Utilisateurs actuels
- Ukraine : 10 T-84 Oplot-M sont en service, 1 BREM-84[28]
- Thaïlande : 49 BM Oplot-T(Object 478DU9-T) commandés en mars 2011 afin de remplacer ses M41 Walker Bulldog obsolètes[79],[80], 2 BREM-84[28],[80].

### Anciens utilisateurs
- Ukraine : 10 T-84 Oplot, 6 remplacés par des T-84 Oplot-M[80], 4 vendus aux États-Unis.

### Évaluations
- États-Unis : En 2003, les États-Unis ont acheté 4 exemplaires de T-84 à l'Ukraine sous le nom de T-80UD. Un char équipé du système « Drozd » a été utilisé pour l'entraînement de l'OPFOR en 2020-2021[81],[27],[82],[83],[84].

### Échecs de vente
- Azerbaïdjan[85] : En janvier 2011, l'Azerbaïdjan a manifesté son intérêt pour le char de combat principal Oplot. Le ministère de la Défense ukrainien mène depuis longtemps des négociations à ce sujet[86].
- Bangladesh : En 2007, les Forces armées bangladaises auraient débuté des négociations, cependant le Bangladesh a finalement décidé d'acheter 44 MBT-2000 en 2011[87].
- Grèce: En 1998, le T-84 participe à l'appel d'offres pour la fourniture de chars à destination de l'armée grecque, mais termine dernier du classement.
- Malaisie : Le T-84 Yatagan a été proposé à l'armée malaisienne en 2002. Mais le contrat a été perdu au profit du PT-91 polonais.
- Pérou[88] : En 2009, le Pérou aurait testé le char Oplot, mais le gouvernement d'Alan Garcia a ensuite décidé d'acquérir des exemplaires d'essai du MBT-2000 chinois fin 2010, avant que le gouvernement de son successeur, Ollanta Humala, n'abandonne l'achat début 2012 pour chercher d'autres solutions[89]. En mai 2013, le T-84 a été signalé comme faisant partie de tests comparatifs menés par le Pérou. Le T-84 était en concurrence avec le T-90S, le M1A1 Abrams, les Leopard 2A4 et A6, et le T-64 également proposé par l'Ukraine[90].
- Pakistan[91] : En 2017, l'Ukraine était en pourparlers avec le Pakistan pour la vente potentielle de 100 chars Oplot. Bien que le Pakistan ait évalué l'Oplot en 2015-2017, il a choisi le char de combat principal VT-4[92]. Cependant, plus tard, Heavy Industries Taxila et Ukrspecexport ont signé un protocole d'accord d'une valeur de 600 millions de dollars pour moderniser la flotte existante de chars de combat T-80UD du Pakistan, éventuellement au standard Oplot-M[93].